# ورپول
ورپول (به لاتین: Werpol) یک روستا در لهستان است که در گمینا نوژتس-ستاتسیا واقع شده‌است. ورپول ۱۵۰ نفر جمعیت دارد.